# Niding
|  | Wiktionary har en ordboksartikel om niding. |

Niding är en grov illgärningsman, en skurk, som på ett svekfullt sätt begått en avskyvärd handling och därigenom ådragit sig allmänt förakt, exempelvis den som misshandlar någon som icke kan försvara sig eller begår skadegörelse och dylikt, särskilt utan tanke på vinning eller gengäld, i vidare betydelse en lågsinnad eller ärelös bov, därtill en modlös person. Det är en nedsättande beteckning och används främst som förolämpning, ungefär i betydelsen skamlig ärelös ynkrygg. Niding har bland annat använts för att översätta anklagelsen ”förrädare” och diverse sammanhängande förolämpningar. 
Ordet är i grunden en avledning till nid (”hån, skymf, smädelse av något”) i betydelsen ”nidperson, den som begått nid”, alltså ”skändlig skurk, missdådare” med mera och har även historiskt använts som juridiskt begrepp för fredlösa, så kallade ”var mans niding”.

## Betydelse
Niding har relativt bred betydelse och används ibland som allmän förolämpning. I Svenska Akademiens ordbok beskrivs niding som följande:
| ”                                                     | Niding – person som (på ett svekfullt sätt) begått en avskyvärd handling och därigenom ådragit sig allmänt förakt, gemen eller ärelös bov, grov och rå förbrytare, skändlig brottsling; numera särskilt om person som misshandlar någon som icke kan försvara sig eller begår skadegörelse och dylikt (utan tanke på vinning eller byte); om äldre förhållanden även feg eller modlös person, kujon, pultron, ”kruka”. | „ |
| – Svenska Akademiens ordbok: niding , Publicerad 1947 | |   |

Som förled i sammansättningar brukar det främst avse grov förbrytelse, såsom nidingsdåd (”grovt illdåd”), nidingsstöld (”grovt fall av stöld”), nidingsverk (”grovt nedrigt brott”).
I Carl August Hagbergs översättning 1861 av William Shakespeares pjäs Kung Lear har niding använts som en översättning för förrädare, särskilt som en pejorativ anklagelse, och därtill flera dylika förolämpningar. Bland exempel kan nämnas följande rader:
| Placering              | Original                                                                   | Översättning                                                       |
| ---------------------- | -------------------------------------------------------------------------- | ------------------------------------------------------------------ |
| Akt 1, scen 4: rad 80  | “My lady’s father”? My lord’s knave! You whoreson dog, you slave, you cur! | Mylady's far? Mylords skurk! Du fördömda niding! Du träl! Du hund! |
| Akt 3, scen 7: rad 39  | Hard, hard. O filthy traitor!                                              | Hårdt ! Mycket hårdt ! — Gemena niding!                            |
| Akt 4, scen 6: rad 275 | Slave, thou hast slain me. Villain, take my purse.                         | Träl, du har dräpt mig: — tag min börs, du niding!                 |
| Akt 5, scen 3: rad 110 | Thy heinous, manifest, and many treasons                                   | Att uppenbart du är en usel niding                                 |
| Akt 5, scen 3: rad 119 | That names me traitor, villain-like he lies                                | Mig niding kalla, ljuger som en skurk                              |
| Akt 5, scen 3: rad 146 | By treason’s tooth bare-gnawn and canker-bit                               | Uppfrätt, förgiftadt af en nidings tand                            |
| Akt 5, scen 3: rad 175 | Back do I toss these treasons to thy head                                  | Jag nidingsnamnet mot din egen hjessa tillbakaslunga               |

En sekundär betydelse, som numera är starkt bygdemålsfärgad, har även varit ”snål person, snåljåp, snålvarg, gnidare, girigbuk” med mera, vilket motsvarar roten nid i samma sekundära betydelse: ”avund; girighet”. Bland annat Västgötalagen, Gutalagen (1200-tal) och Konungastyrelsen (1300-tal) använder niding i denna betydelse. I fornnordiskan finns även ”fäniding” (fornnordiska: féniðingr) som betyder samma sak. Fä betyder här penning (jämför engelska: fee), alltså penningniding.

## Historia
En niding (fornsvenska: niþinger, fornöstnordiska: niþingr, fornvästnordiska: níðingr) var tidigare en juridisk term, ursprungligen avseende en person utan heder som fick skymfas utan risk för påföljd; personen var ”var mans niding”. Niding återfinns bland annat i Sveriges äldsta lagfragment hednalagen från slutet av vikingatiden där envige (tvekamp) kan utropas om en man okvädar (förolämpar) en annan varvid om den som förolämpat inte visar sig vid kamptillfället så åtdrar den sig titeln niding och blir således var mans niding, alltså ärelös. Blir tvekampen av och den okvädande faller blir han begravd ogild, det vill säga att den dräpande slipper betala böter för dråpet.
| Cumbr oc þan orð havr lutit oc eig þan orð havr giuit · þa opar han þry niþingx op oc markar han a iarþv · þa se han ᛘ þæss værri þet talaþi han eig halla þorþi Kommer den ord haver ljutit och ej den ord haver givit · då ropar han tre niding upp och märker han å jordu · då se han man dess värre det talade han ej hålla torde. |

De äldsta beläggen för begreppet i Skandinavien kommer ifrån runstenar, men där kallas personer för "oniding", alltså motsatsen till en niding: en ärofylld man. Det blev tidigt synonymt med en skurk eller illgärningsman, i synnerhet en sådan som begått grova våldsbrott mot barn eller mot någon som ej varit i stånd till att försvara sig. Nidingsdåd vittnar om ett särskilt lågt eller fegt sinnelag hos gärningsmannen.
I Västgötalagen står det även att den som går på vikingatåg är en niding. Ernst Klein (1887–1937) skriver i Bilder ur Sveriges historia (1931):
Till och med vanlig vikingabragd blev redan i den äldre Västgötalagen förklarad för nidingsverk och »urbota brott», det vill säga ett sådant, som ej kunde sonas med böter. Ty det heter där, att den är niding som »löper på härskepp, gör sig till viking, står på framstam och plundrar en annan».
De medeltida lagsamlingarna ska ha haft listor över vilka benämningar man inte fick använda om sina medmänniskor, däribland niding. I jämförelse nämns även: ”tikvalp, fegis, trollkona, hortuta, förgörerska, tjuv, sköka, hora, rövare, mördare, träl, kasevarg (mordbrännare), agnabak (spannmålstjuv), skökoson (horunge, oäkting), lögnare, son av hynda” och så vidare.
I 1734 års lag kallas vissa grova brott nidingsverk, såsom misshandel av en värnlös eller stöld i samband med en olycka.

## Nidingsverk
Nidingsverk är ett äldre begrepp för ett mycket grovt nedrigt brott, delsynonymt med utbotamål, ett brott som inte kunde sonas med böter.
I västgötalagen (1200-tal) ska tydligen följande stå:
Dräper man man i kyrka, det är nidingsverk, urbotamål. Dräper man å ting, det är nidingsverk. Bryter man fred och gjord förlikning, hämnas man tjuv, hämnas man straff, ådömt å tinget, med sår eller med dråp eller med brand, det är nidingsverk; han har förverkat land och lösöre.
Hugger man båda händerna av man, dräper man sovande man, det är nidingsverk. Härjar någon sitt eget land, han har förverkat jord och landsvistelse och lösöre. Binder man man i skog vid träd, det är nidingsverk. Skjuter man in genom taköppning och dräper man, dräper i badet eller badstugan, dräper, då han gör sin tarv, stinger ut båda ögonen på man, skär tungan ur huvudet på man, hugger båda fötterna av man, dräper man en kvinna, det är allt nidingsverk. Hon äger alltid frid till möte och mässa, hur stor än striden må vara mellan män.
Dräper man husbonde sin, det är nidingsverk. Dräper man man i ölbänk med kniv, då han delar kniv och köttstycke med honom, det är nidingsverk.

Hugger man ned mans boskap och gör sig med avseende på den till gorvarg, det är nidingsverk. Löper man på härskepp och gör sig till sjörövare, står man på en annans hals och huvud och plundrar honom, det är nidingsverk.
Även vikingatåg sågs som nidingsverk i västgötalagen. Ernst Klein (1887–1937) skriver i Bilder ur Sveriges historia (1931):
Till och med vanlig vikingabragd blev redan i den äldre Västgötalagen förklarad för nidingsverk och »urbota brott», det vill säga ett sådant, som ej kunde sonas med böter. Ty det heter där, att den är niding som »löper på härskepp, gör sig till viking, står på framstam och plundrar en annan».
Begreppet uppdelades sedermera i urbotamål, edsöresbrott och högmålsbrott.